# Вейдауэр, Вальтер
Вальтер Вейдауэр (нем. Walter Weidauer; 28 июля 1899, Лаутер — 13 марта 1986, Дрезден) — немецкий политик, член КПГ, впоследствии СЕПГ. Обер-бургомистр Дрездена.

## Биография
Родился в семье корзинщика, учился в народной школе, обучался на плотника в 1914—1917 годах. С 1916 года участвовал в пролетарском молодёжном движении. В 1920 году вступил в Независимую социал-демократическую партию Германии, вышел из её состава в конце 1921 года. В начале 1922 года вступил в КПГ. В 1924—1928 годах избирался в состав городского собрания Цвиккау от КПГ. В июле 1932 года был избран в рейхстаг и являлся его депутатом до марта 1933 года. Неоднократно подвергался арестам в 1933—1935 годах, эмигрировал в Прагу, затем обосновался в Дании, где в 1941 году был вновь арестован и выслан в Германию.
После Второй мировой войны Вейдауэр вновь вступил в КПГ. После образования СЕПГ вступил в её ряды. В 1946—1958 годах Вейдауэр занимал должность обер-бургомистра Дрездена. В 1946—1951 годах являлся депутатом саксонского ландтага. В 1958—1961 годах являлся председателем Дрезденского окружного совета. Является почётным гражданином города. Одна из дочерей Вальтера Вейдауэра — Инга Тауберт, философ и исследователь марксизма. Похоронен на Луговом кладбище в Дрездене.

## Труды
- 1946, das erste Jahr des grossen Dresdner Aufbauplanes, Rat der Stadt, Nachrichtenamt, Dresden 1946.
- Die Verwirklichung des grossen Dresdner Aufbauplanes für das Jahr 1946. Stand d. Arbeiten nach dem ersten halben Jahr, Ratsdruckerei, Dresden 1946.
- Probleme des Neu- und Wiederaufbaus, Berlin 1947.
- Neue Wege der Kommunalpolitik, Voco, Dresden 1948.
- Das gesellschaftliche Leben in der modernen Stadt, Dresden 1955.
- Inferno Dresden — Über Lügen und Legenden um die Aktion «Donnerschlag», Dietz, Berlin 1965, 8. Auflage Dietz, Berlin 1990. ISBN 3-320-00818-8.